# Gran Pol Patriòtic Simón Bolívar
El Gran Pol Patriòtic Simón Bolívar (GPPSB), més conegut com a Gran Pol Patriòtic (GPP), és un grup polític de Veneçuela que recolza la Revolució Bolivariana. Va ser creat per a participar en les eleccions presidencials de Veneçuela de 2012 per agrupar les forces polítiques i socials que recolzaven la reelecció d'Hugo Chávez Frías en la presidència de Veneçuela.
Està integrada per partits polítics de l'esquerra veneçolana com el Partit Socialista Unit de Veneçuela (PSUV), el Partit Comunista de Veneçuela (PCV), Unitat Popular Veneçolana (UPV), Pàtria per a Tots (PPT), Moviment Tupamaro de Veneçuela (TUPAMARO), Moviment Electoral del Poble, Independents per la Comunitat Nacional (IPCN), Per la Democràcia Social (PODEMOS), Corrents Revolucionàries Veneçolanes (CRV), Moviment Som Veneçuela (MSV), Partit REDES, entre d'altres.
Es van conformar el 2012 una sèrie de Consells Patriòtics que agrupaven diferents organitzacions per sectors al llarg de tot el territori veneçolà: Dones, Sexe Diversitat, Camperols i Camperoles, Treballadors i Treballadores, Economia Popular, Lluitadorxs per la Vivienda Digna, Organitzacions Religioses, Professionals i Tècnics, Organitzacions de Migrants, entre d'altres.
També hi va haver una important organització territorial descentralitzada, a través de les Assemblees Patriòtiques Populars d'àmbit municipal i les Entitat Federal de Veneçuela.

## Història

### Antecedents
L'any 1999 la coalició del Pol Patriòtic va unir als partidaris en la reforma constitucional promoguda per Hugo Chávez. El principal partit de la coalició, del qual Chávez n'era el president, va ser el Moviment Cinquena República, així com el Moviment al Socialisme, Pàtria per a Tots, el Partit Comunista de Veneçuela, entre d'altres petits partits de l'esquerra veneçolana i moviments socials. La coalició va aconseguir guanyar les eleccions a l'Assemblea Constituent el 25 de juliol de 1999 i va guanyar 121 dels 128 escons.
L'any 2000, la coalició va reunir als partidaris de Chávez per participar en les eleccions presidencials, on van aconseguir una clara victòria.
L'any 2006, la coalició va reunir a 25 partits d'esquerres que recolzaven a Chávez per tal de participar en les eleccions presidencials, que van culminar amb una nova victòria.

### Gran Polo Patriótico Simón Bolívar
El Gran Pol Patriòic Simón Bolívar (GPPSB) es va crear el 7 d'octubre de 2011 amb la intenció de participar en les eleccions presidencials de 2012 per unir les forces polítiques progressistes, nacionalistes i d'esquerres que van donar suport a la reelecció del president de Veneçuela. Com a resultat, Chávez va obtenir la victòria, obtenint 8.194.132 vots (55.07%).

## Partits integrants
Actualment formen part de la coalició nou partits polítics. En aquesta, tres d'ells (Moviment Electoral del Poble, Pàtria Per a Tots i Tupamaro) estan intervinguts per directives afins a Nicolás Maduro. El Partit Comunista de Veneçuela i REDES van formar-hi part fins que es van retirar per les seves diferències amb la política implementada pel govern. També el PCV s'ha vist recentment immers en un procés d'intervenció judicial a la seva direcció.
| Partit                              | Abreviació | Fundació | Definició política       |
| ----------------------------------- | ---------- | -------- | ------------------------ |
| Aliança per al Canvi                | APC        | 2013     | Socialdemocracia         |
| Moviment Electoral del Poble        | MEP        | 1967     | Socialisme               |
| Organització Renovadora Autèntica   | ORA        | 1988     | Socialisme cristià       |
| Partit Verd de Veneçuela            | PVV        | 2023     | Ecosocialisme            |
| Partit Socialista Unit de Veneçuela | PSUV       | 2008     | Socialisme del segle XXI |
| Pàtria per a Tots                   | PPT        | 1997     | Socialisme llibertari    |
| Per la Democràcia Social            | PODEMOS    | 2002     | Socialisme               |
| Moviment Tupamaro de Veneçuela      | TUPAMARO   | 1979     | Comunisme                |
| Unitat Popular Veneçolana           | UPV        | 2008     | Comunisme                |
| Moviment Som Veneçuela              | MSV        | 2018     | Socialisme               |

## Resultats electorals

### Eleccions presidencials de 2006
Hugo Chávez Frías, com a candidat presidenciable del Pol Patriòtic, va mantenir la presidència amb el 62,84% dels vots, arribant a 7.309.080. Un 36,90% va donar suport a la principal coalició de partits opositors, la Unitat Nacional.

### Eleccions presidencials de 2012
Hugo Chávez Frías, com a candidat presidenciable del Pol Patriòtic, va mantenir la presidència guanyant amb el 55,25% dels vots, arribant a 8.136.637 vots. Un 44,14% va donar suport a la principal coalició de partits opositors, la Mesa de la Unitat Democràtica.

### Eleccions presidencials de 2013
En aquestes eleccions, convocades pel Consell Nacional Electoral després de la mort d'Hugo Chávez, cada partit del Gran Polo Patriòtic va participar separadament, en contraposició a la coalició opositora Mesa de la Unitat Democràtica que va mantenir una única candidatura. El guanyador d'aquestes eleccions va ser el candidat que el mateix Chávez va suggerir el desembre de 2012, Nicolás Maduro, amb un 50,61% dels vots. Un 49,12% recolzava la principal coalició de partits opositors, la Mesa de la Unitat Democràtica.